# ضفدع الشلال أليف الجبال
ضفدع الشلال أليف الجبال (الاسم العلمي:Amolops monticola) هو نوع من الحيوانات يتبع جنس ضفدع الشلال من فصيلة الضفادع الحقيقية.